# Bruce Peterson
Pour les articles homonymes, voir Peterson.
Bruce Peterson (23 mai 1933 – 1er mai 2006) est un pilote d'essai américain travaillant pour la NASA.

## Biographie
Natif de Washburn, dans le Dakota du Nord, il alla à l'Université de Californie de Los Angeles, et à l'Université d'État polytechnique de Californie. Peterson obtint son diplôme d'ingénieur aéronautique en 1960.

## Carrière
Peterson rejoint la NASA en août 1960 comme ingénieur dans un centre de recherche sur le vol. Après son transfert aux opérations de vol en 1962, il lui est assigné un des projets pilotes concernant un nouveau véhicule en développement le Paresev. Il débuta ses recherches sur ce véhicule le 14 mars 1962.
En tant que pilote d'essai de la NASA, il vola sur une grande palette d'avions incluant les F5D-1, F-100, F-104, F-111A, B-52, NT-33A, et de nombreux avions de ligne et hélicoptères.
Le 10 mai 1967, pendant le seizième vol du Northrop M2-F2, un accident d'atterrissage endommage sérieusement le véhicule et blesse Peterson. Après une hospitalisation, il guérit de ses blessures mais à la suite d'une infection contractée à l'hôpital, il perdit de la vision d'un œil. Il fit encore 17 vols de NASA M2-F1, 2 autres de M2-F2 et 1 de Northrop HL-10.
Des extraits de ses vols incluant son crash spectaculaire furent utilisés pour des séries télévisées dès 1973, comme dans le générique de L'Homme qui valait trois milliards. Peterson se plaignait de voir son accident souvent diffusé à la télévision.
Malgré ses blessures, Peterson continua à voler pour la NASA, ainsi qu'à effectuer des vols de recherche. Durant sa carrière, Peterson accumula plus de 6 000 heures de vol dans presque 70 types d'appareils.
Peterson continua à Dryden comme ingénieur de projet de recherche sur le programme F-8 Digital Fly-By-Wire de la fin des années 1960 et du début des années 1970. Il prit sa retraite de la NASA en 1981.
Puis il effectua des tests qualité sur les avions de l'Air Force.
Peterson résida jusqu'à sa mort, le premier mai 2006, en Californie.
Peterson reçut plusieurs prix au cours de sa carrière dont la Tony LeVier Flight Test Safety Award (en) et est ajouté au Aerospace Walk of Honor en 2003.